# Mitchell Mann
Mitchell Dennis Mann (ur. 26 grudnia 1991 w Birmingham) – angielski zawodowy snookerzysta .

## Kariera

### Kariera juniorska
Mann po raz pierwszy zagrał w snookera w wieku 9 lat, po tym jak został zmuszony do porzucenia piłki nożnej po zdiagnozowaniu u niego zespołu Legga-Calvégo-Perthesa, rzadkiej choroby powodującej gnicie kości biodrowej u młodych chłopców. Najważniejszym momentem jego juniorskiej kariery było zwycięstwo w turnieju Junior Pot Black w 2007 roku, w którym pokonał w finale Jacka Lisowskiego wynikiem 76–23.

### Kariera amatorska
W sezonie 2007–08 Mann w wieku 15 lat rozpoczął grę w drugorzędnych turniejach International Open Series, oferujących osiem miejsc w zawodowym tourze snookera ósemce najlepszych w klasyfikacji Order of Merit na koniec sezonu. W latach 2008–2009 Mann zajmował 11. miejsce w tej klasyfikacji, a w latach 2009–2010 – 46. miejsce.
W sezonie 2010/11 turniej PIOS został zdjęty z rozgrywek i zastąpiony turniejem pro-am Players Tour Championship, a nowym turniejem oferującym awans do grona zawodowców stał się rozgrywany na koniec sezonu turniej Q School. W zawodach PTC Mann odniósł kilka zwycięstw nad profesjonalnymi graczami, w tym Liang Wenbo, Michaelem White'em, Dave'em Haroldem i Shaunem Murphym. Zakwalifikował się także do głównych etapów kwalifikacyjnych profesjonalnego turnieju rankingowego World Open 2010 poprzez turniej w Landywood Snooker Centre, przegrywając 0–3 z Benem Woollastonem w rundzie pierwszej.
Mann regularnie brał udział w zawodach Q School, gdzie zwycięzcom grup kwalifikacyjnych oferowano dwuletnie karty do World Snooker Tour. Mann był bliski wygrania turnieju w trzecim turnieju Q School 2012, przegrał jednak decydującą partię z Robbie Williamsem. Występ ten pozwolił jednak Mannowi na awans do turnieju rankingowego Australian Goldfields Open 2012, w którym dotarł do trzeciej rundy. Grał także w turnieju w 2013 roku tą samą metodą, ale przegrał 1–5 ze Stuartem Carringtonem w pierwszej rundzie.

### Kariera profesjonalna
W czerwcu 2014 roku Mann zdobył dwuletnią kartę do profesjonalnego World Snooker Tour na sezony 2014/15 i 2015/16 po zwycięstwie w Mistrzostwach Europy EBSA 2014, pokonując w finale Johna Whitty’ego 7–2. W sezonie 2014/15 nie wziął udziału w dwóch pierwszych turniejach rankingowych, gdyż zwycięstwo to nastąpiło po rundzie kwalifikacyjnej tych wydarzeń. Odniósł swoje pierwsze zwycięstwo w tourze, pokonując doświadczonego gracza Petera Linesa 6–5 w kwalifikacjach do International Championship. Przeszedł przez mecz rundy dzikiej karty z wynikiem 6–1 przeciwko Niu Zhuang, a następnie zaliczył break 142 w wygranym 6–5 meczu z Wang Zepeng. W swoim najdłuższym dotychczas występie w turnieju rankingowym Mann przegrał 4–6 z Michaelem White’em w 1/32 finału. Odpadł w pierwszej rundzie zarówno UK Championship, jak i Welsh Open. Mann pokonał Alfiego Burdena 10–4 w kwalifikacjach do Mistrzostw Świata i wygrał trzy partie z rzędu, po tym jak Gerard Greene odrobił stratę 4–0 i przegrywał 7–6, pokonując go 10–6. Do dostania się do największego turnieju snookera potrzebował jeszcze jednego zwycięstwa, ale przegrał z Alanem McManusem 6-10. Pod koniec swojego pierwszego sezonu zajmował 88. miejsce w światowym rankingu.
Mann pokonał Zhou Yuelonga 4–2 na turnieju Welsh Open, a następnie nieznacznie przegrał 3–4 z Shaunem Murphym. Podczas ostatniego wydarzenia European Tour, Gdynia Open, Mann wyeliminował Sandersona Lama 4–3, Rhysa Clarka 4–3 i Jacka Lisowskiego 4–2, docierając do 1/8 finału, gdzie przegrał 1–4 z Marco Fu. Ten występ pomógł mu zająć 45. miejsce w klasyfikacji i zapewnić sobie dwuletnie miejsce w zawodach snookera. Zakwalifikował się do turnieju China Open, ale w pierwszej rundzie uległ Rory’emu McLeodowi 0–5. Pokonując Kishan Hirani 10–7 i Matthew Selta 10–9, Mann był o jedno zwycięstwo od gry w Mistrzostwach Świata i dokonał tego, pokonując Dechawata Poomjaenga 10–9. Mann, zajmujący 74. miejsce na świecie, był najniżej notowanym zawodnikiem w turnieju i jedynym debiutantem. Na początku meczu prowadził 2–1 z Markiem Allenem, ale potem miał problemy z techniką i przegrał 3–10.
Po wygraniu zaledwie dwóch z jedenastu meczów przed UK Championship w 2016 roku Mann opisał swoje zwycięstwo 6–3 nad Kyrenem Wilsonem w pierwszej rundzie jako ogromną ulgę. Następnie pokonał Sama Bairda 6–2, a w trzeciej rundzie uległ Zhangowi Andzie 3–6. Na Scottish Open wyeliminował Bairda 4–2 i Anthony’ego McGilla 4–1, ale potem przegrał 1–4 z Seanem O’Sullivanem. Mann po raz trzeci w tym sezonie dotarł do 1/32 finału imprezy, pokonując Michaela Holta 4–1 i O’Sullivana 4–2 podczas Welsh Open, a następnie uległ Kurtowi Maflinowi 2–4. Po opuszczeniu touru pod koniec sezonu 2017/18 próbował powrotu przez Q School 2018. Jednak przegrał już w pierwszej rundzie pierwszego turnieju z Michaelem Judge’em. Następnie przegrał w kolejnych turniejach, co sprawiło, że musiał czekać kolejny rok, zanim spróbuje odzyskać status zawodowy.
3 maja 2019 r. magazyn World Snooker ogłosił, że Mann otrzyma dwuletnią kartę uprawniającą go do powrotu do zawodowej ligi na dwa sezony : 2019–20 i 2020/21. W czerwcu 2021 r. dzięki dobremu miejscu w Q School Order of Merit z 2021 zapewnił sobie miejsce w sezonach 2021/22 i 2022/23.

## Występy w turniejach w karierze
| Ranking                      | [ i ]               | [ i ]               | [ i ]               | [ i ]               | [ ii ]              | 88                  | [ iii ]       | 75            | [ i ]         | [ ii ]        | 73            | [ iv ]        | 72            | [ ii ]        | 86            |               |               |               |               |               |               |               |               |               |               |               |               |               |               |               |               |
| Turnieje rankingowe          |                     |                     |                     |                     |                     |                     |               |               |               |               |               |               |               |               |               |               |               |               |               |               |               |               |               |               |               |               |               |               |               |               |               |
| Championship League          | nierankingowy       | nierankingowy       | nierankingowy       | nierankingowy       | nierankingowy       | nierankingowy       | nierankingowy | nierankingowy | nierankingowy | nierankingowy | RR            | RR            | RR            | RR            | RR            |               |               |               |               |               |               |               |               |               |               |               |               |               |               |               |               |
| Saudi Arabia Masters         | nie rozegrano       | nie rozegrano       | nie rozegrano       | nie rozegrano       | nie rozegrano       | nie rozegrano       | nie rozegrano | nie rozegrano | nie rozegrano | nie rozegrano | nie rozegrano | nie rozegrano | nie rozegrano | 1R            |               |               |               |               |               |               |               |               |               |               |               |               |               |               |               |               |               |
| Wuhan Open                   | nie rozegrano       | nie rozegrano       | nie rozegrano       | nie rozegrano       | nie rozegrano       | nie rozegrano       | nie rozegrano | nie rozegrano | nie rozegrano | nie rozegrano | nie rozegrano | nie rozegrano | nie rozegrano | LQ            | LQ            |               |               |               |               |               |               |               |               |               |               |               |               |               |               |               |               |
| English Open                 | nie rozegrano       | nie rozegrano       | nie rozegrano       | nie rozegrano       | nie rozegrano       | nie rozegrano       | 1R            | 2R            | A             | 1R            | 1R            | LQ            | LQ            | LQ            |               |               |               |               |               |               |               |               |               |               |               |               |               |               |               |               |               |
| British Open                 | nie rozegrano       | nie rozegrano       | nie rozegrano       | nie rozegrano       | nie rozegrano       | nie rozegrano       | nie rozegrano | nie rozegrano | nie rozegrano | nie rozegrano | nie rozegrano | 1R            | 1R            | LQ            |               |               |               |               |               |               |               |               |               |               |               |               |               |               |               |               |               |
| Xi'an Grand Prix             | nie rozegrano       | nie rozegrano       | nie rozegrano       | nie rozegrano       | nie rozegrano       | nie rozegrano       | nie rozegrano | nie rozegrano | nie rozegrano | nie rozegrano | nie rozegrano | nie rozegrano | nie rozegrano | LQ            |               |               |               |               |               |               |               |               |               |               |               |               |               |               |               |               |               |
| Northern Ireland Open        | nie rozegrano       | nie rozegrano       | nie rozegrano       | nie rozegrano       | nie rozegrano       | nie rozegrano       | 2R            | 1R            | A             | 2R            | 1R            | QF            | LQ            | LQ            |               |               |               |               |               |               |               |               |               |               |               |               |               |               |               |               |               |
| International Championship   | nie rozegrano       | nie rozegrano       | A                   | A                   | 2R                  | LQ                  | LQ            | LQ            | A             | LQ            | nie rozegrano | nie rozegrano | nie rozegrano | LQ            |               |               |               |               |               |               |               |               |               |               |               |               |               |               |               |               |               |
| UK Championship              | A                   | A                   | A                   | A                   | 1R                  | 1R                  | 3R            | 2R            | A             | 1R            | 1R            | 1R            | LQ            | LQ            |               |               |               |               |               |               |               |               |               |               |               |               |               |               |               |               |               |
| Shoot Out                    | nierankingowy       | nierankingowy       | nierankingowy       | nierankingowy       | nierankingowy       | nierankingowy       | 1R            | 1R            | 2R            | 1R            | 2R            | 4R            | 1R            | 1R            |               |               |               |               |               |               |               |               |               |               |               |               |               |               |               |               |               |
| Scottish Open                | nie rozegrano       | nie rozegrano       | MR                  | nie rozegrano       | nie rozegrano       | nie rozegrano       | 3R            | 2R            | A             | 1R            | 1R            | 1R            | 1R            | LQ            |               |               |               |               |               |               |               |               |               |               |               |               |               |               |               |               |               |
| German Masters               | A                   | A                   | A                   | A                   | LQ                  | LQ                  | LQ            | LQ            | A             | 2R            | LQ            | LQ            | LQ            | LQ            |               |               |               |               |               |               |               |               |               |               |               |               |               |               |               |               |               |
| World Grand Prix             | nie rozegrano       | nie rozegrano       | nie rozegrano       | nie rozegrano       | NR                  | DNQ                 | DNQ           | DNQ           | DNQ           | DNQ           | DNQ           | DNQ           | DNQ           | DNQ           |               |               |               |               |               |               |               |               |               |               |               |               |               |               |               |               |               |
| Players Championship         | DNQ                 | DNQ                 | DNQ                 | DNQ                 | DNQ                 | DNQ                 | DNQ           | DNQ           | DNQ           | DNQ           | DNQ           | DNQ           | DNQ           | DNQ           |               |               |               |               |               |               |               |               |               |               |               |               |               |               |               |               |               |
| Welsh Open                   | A                   | A                   | A                   | A                   | 1R                  | 2R                  | 3R            | 1R            | A             | 2R            | 1R            | 2R            | 1R            | LQ            |               |               |               |               |               |               |               |               |               |               |               |               |               |               |               |               |               |
| World Open                   | LQ                  | A                   | A                   | A                   | nie rozegrano       | nie rozegrano       | LQ            | LQ            | A             | LQ            | nie rozegrano | nie rozegrano | nie rozegrano | LQ            |               |               |               |               |               |               |               |               |               |               |               |               |               |               |               |               |               |
| Tour Championship            | nie rozegrano       | nie rozegrano       | nie rozegrano       | nie rozegrano       | nie rozegrano       | nie rozegrano       | nie rozegrano | nie rozegrano | DNQ           | DNQ           | DNQ           | DNQ           | DNQ           | DNQ           |               |               |               |               |               |               |               |               |               |               |               |               |               |               |               |               |               |
| World Championship           | A                   | A                   | A                   | A                   | LQ                  | 1R                  | LQ            | LQ            | LQ            | LQ            | LQ            | LQ            | LQ            | LQ            |               |               |               |               |               |               |               |               |               |               |               |               |               |               |               |               |               |
| Dawne turnieje rankingowe    |                     |                     |                     |                     |                     |                     |               |               |               |               |               |               |               |               |               |               |               |               |               |               |               |               |               |               |               |               |               |               |               |               |               |
| Australian Goldfields Open   | A                   | A                   | LQ                  | LQ                  | A                   | LQ                  | nie rozegrano | nie rozegrano | nie rozegrano | nie rozegrano | nie rozegrano | nie rozegrano | nie rozegrano | nie rozegrano | nie rozegrano | nie rozegrano | nie rozegrano | nie rozegrano | nie rozegrano | nie rozegrano | nie rozegrano | nie rozegrano | nie rozegrano | nie rozegrano | nie rozegrano | nie rozegrano |               |               |               |               |               |
| Shanghai Masters             | A                   | A                   | A                   | A                   | LQ                  | LQ                  | LQ            | 1R            | nierankingowy | nierankingowy | nie rozegrano | nie rozegrano | nie rozegrano | nierankingowy | nierankingowy |               |               |               |               |               |               |               |               |               |               |               |               |               |               |               |               |
| Paul Hunter Classic          | Minor-Ranking Event | Minor-Ranking Event | Minor-Ranking Event | Minor-Ranking Event | Minor-Ranking Event | Minor-Ranking Event | 1R            | SF            | A             | NR            | nie rozegrano | nie rozegrano | nie rozegrano | nie rozegrano | nie rozegrano | nie rozegrano | nie rozegrano | nie rozegrano | nie rozegrano | nie rozegrano | nie rozegrano | nie rozegrano | nie rozegrano | nie rozegrano | nie rozegrano | nie rozegrano | nie rozegrano | nie rozegrano | nie rozegrano | nie rozegrano |               |
| Indian Open                  | nie rozegrano       | nie rozegrano       | nie rozegrano       | A                   | LQ                  | NH                  | 1R            | LQ            | LQ            | nie rozegrano | nie rozegrano | nie rozegrano | nie rozegrano | nie rozegrano | nie rozegrano | nie rozegrano | nie rozegrano | nie rozegrano | nie rozegrano | nie rozegrano | nie rozegrano | nie rozegrano | nie rozegrano | nie rozegrano | nie rozegrano | nie rozegrano | nie rozegrano | nie rozegrano | nie rozegrano |               |               |
| China Open                   | A                   | A                   | A                   | A                   | LQ                  | 1R                  | LQ            | LQ            | A             | nie rozegrano | nie rozegrano | nie rozegrano | nie rozegrano | nie rozegrano | nie rozegrano | nie rozegrano | nie rozegrano | nie rozegrano | nie rozegrano | nie rozegrano | nie rozegrano | nie rozegrano | nie rozegrano | nie rozegrano | nie rozegrano | nie rozegrano | nie rozegrano | nie rozegrano | nie rozegrano |               |               |
| Riga Masters                 | nie rozegrano       | nie rozegrano       | nie rozegrano       | nie rozegrano       | Minor-Rank          | Minor-Rank          | LQ            | LQ            | WD            | LQ            | nie rozegrano | nie rozegrano | nie rozegrano | nie rozegrano | nie rozegrano | nie rozegrano | nie rozegrano | nie rozegrano | nie rozegrano | nie rozegrano | nie rozegrano | nie rozegrano | nie rozegrano | nie rozegrano | nie rozegrano | nie rozegrano | nie rozegrano | nie rozegrano | nie rozegrano | nie rozegrano |               |
| China Championship           | nie rozegrano       | nie rozegrano       | nie rozegrano       | nie rozegrano       | nie rozegrano       | nie rozegrano       | NR            | LQ            | A             | 2R            | nie rozegrano | nie rozegrano | nie rozegrano | nie rozegrano | nie rozegrano | nie rozegrano | nie rozegrano | nie rozegrano | nie rozegrano | nie rozegrano | nie rozegrano | nie rozegrano | nie rozegrano | nie rozegrano | nie rozegrano | nie rozegrano | nie rozegrano | nie rozegrano | nie rozegrano | nie rozegrano |               |
| WST Pro Series               | nie rozegrano       | nie rozegrano       | nie rozegrano       | nie rozegrano       | nie rozegrano       | nie rozegrano       | nie rozegrano | nie rozegrano | nie rozegrano | nie rozegrano | RR            | nie rozegrano | nie rozegrano | nie rozegrano | nie rozegrano | nie rozegrano | nie rozegrano | nie rozegrano | nie rozegrano | nie rozegrano | nie rozegrano | nie rozegrano | nie rozegrano | nie rozegrano | nie rozegrano | nie rozegrano | nie rozegrano | nie rozegrano | nie rozegrano | nie rozegrano | nie rozegrano |
| Turkish Masters              | nie rozegrano       | nie rozegrano       | nie rozegrano       | nie rozegrano       | nie rozegrano       | nie rozegrano       | nie rozegrano | nie rozegrano | nie rozegrano | nie rozegrano | nie rozegrano | LQ            | nie rozegrano | nie rozegrano | nie rozegrano |               |               |               |               |               |               |               |               |               |               |               |               |               |               |               |               |
| Gibraltar Open               | nie rozegrano       | nie rozegrano       | nie rozegrano       | nie rozegrano       | nie rozegrano       | MR                  | 2R            | 2R            | A             | 1R            | 3R            | 2R            | nie rozegrano | nie rozegrano | nie rozegrano |               |               |               |               |               |               |               |               |               |               |               |               |               |               |               |               |
| European Masters             | nie rozegrano       | nie rozegrano       | nie rozegrano       | nie rozegrano       | nie rozegrano       | nie rozegrano       | LQ            | 1R            | A             | LQ            | 1R            | 2R            | 1R            | nie rozegrano | nie rozegrano |               |               |               |               |               |               |               |               |               |               |               |               |               |               |               |               |
| WST Classic                  | nie rozegrano       | nie rozegrano       | nie rozegrano       | nie rozegrano       | nie rozegrano       | nie rozegrano       | nie rozegrano | nie rozegrano | nie rozegrano | nie rozegrano | nie rozegrano | nie rozegrano | 1R            | nie rozegrano | nie rozegrano |               |               |               |               |               |               |               |               |               |               |               |               |               |               |               |               |
| Dawne turnieje nierankingowe |                     |                     |                     |                     |                     |                     |               |               |               |               |               |               |               |               |               |               |               |               |               |               |               |               |               |               |               |               |               |               |               |               |               |
| Six-red World Championship   | A                   | NH                  | A                   | A                   | A                   | A                   | A             | A             | A             | A             | nie rozegrano | nie rozegrano | LQ            | nie rozegrano | nie rozegrano |               |               |               |               |               |               |               |               |               |               |               |               |               |               |               |               |

1. 1 2 3 4 5  Był amatorem.
2. 1 2 3  Nowi gracze w Tourze nie mają rankingu.
3. ↑  Gracze, którzy zakwalifikowali się z European Tour Order of Merit zaczynają sezon bez punktów rankingowych.
4. ↑  Gracze, którzy zakwalifikowali się z Q School zaczynają sezon bez punktów rankingowych.

| Legenda tabeli wyników              | Legenda tabeli wyników       | Legenda tabeli wyników                     | Legenda tabeli wyników                                                              | Legenda tabeli wyników                     | Legenda tabeli wyników                     |
| ----------------------------------- | ---------------------------- | ------------------------------------------ | ----------------------------------------------------------------------------------- | ------------------------------------------ | ------------------------------------------ |
| LQ                                  | odpadnięcie w kwalifikacjach | #R                                         | odpadnięcie we wczesnej fazie turnieju (WR = runda dzikich kart, RR = faza grupowa) | QF                                         | przegrana w ćwierćfinale                   |
| SF                                  | przegrana w półfinale        | F                                          | przegrana w finale                                                                  | W                                          | zwycięstwo                                 |
| DNQ                                 | nie zakwalifikował/a się     | A                                          | nie brał/a udziału                                                                  | WD                                         | zrezygnował/a w trakcie turnieju           |
| Legenda oznaczeń w tabelach wyników |                              |                                            |                                                                                     |                                            |                                            |
| NH / Nie roz.                       | NH / Nie roz.                | Turniej nie odbył się.                     | Turniej nie odbył się.                                                              | Turniej nie odbył się.                     | Turniej nie odbył się.                     |
| NR / Nie-rank.                      | NR / Nie-rank.               | Turniej nie był zaliczany jako rankingowy. | Turniej nie był zaliczany jako rankingowy.                                          | Turniej nie był zaliczany jako rankingowy. | Turniej nie był zaliczany jako rankingowy. |
| R / Rank.                           | R / Rank.                    | Turniej był zaliczany jako rankingowy.     | Turniej był zaliczany jako rankingowy.                                              | Turniej był zaliczany jako rankingowy.     | Turniej był zaliczany jako rankingowy.     |
| MR / Minor-Rank.                    | MR / Minor-Rank.             | Turniej był zaliczany jako minor ranking.  | Turniej był zaliczany jako minor ranking.                                           | Turniej był zaliczany jako minor ranking.  | Turniej był zaliczany jako minor ranking.  |

## Finały w karierze

### Finały Pro-am: 1 (0-1)
| Wynik     | NIE. | Rok  | Mistrzostwo                | Przeciwnik w finale | Wynik |
| --------- | ---- | ---- | -------------------------- | ------------------- | ----- |
| Finalista | 1.   | 2009 | Pontins Pro-Am - Turniej 1 | Andrew Norman       | 2–5   |

### Finały amatorskie: 4 (3-1)
| Wynik     | NIE. | Rok  | Mistrzostwo                    | Przeciwnik w finale | Wynik |
| --------- | ---- | ---- | ------------------------------ | ------------------- | ----- |
| Zwycięzca | 1.   | 2007 | Junior Pot Black               | Jack Lisowski       | 1–0   |
| Zwycięzca | 2.   | 2014 | Mistrzostwa Europy w Snookerze | Jan Whitty          | 7–2   |
| Finalista | 1.   | 2018 | Challenge Tour – Turniej 2     | Dawid Grace         | 0–3   |
| Zwycięzca | 3.   | 2018 | Challenge Tour – Turniej 4     | Dylan Emery         | 3–0   |